# Lac Mistinibi
Der Lac Mistinibi ist ein See im Nordosten der kanadischen Provinz Québec unweit der Grenze zu Neufundland und Labrador.

## Lage
Der Lac Mistinibi liegt wenige Kilometer westlich der Wasserscheide und Provinzgrenze zu Neufundland und Labrador im Nordosten der Labrador-Halbinsel. Der See liegt auf einer Höhe von 419 m. Er hat eine Länge von 48 km und eine Fläche von 156 km². Der See erhält das Wasser der benachbarten Seen Lac Cananée und Lac Bjarni. Der Lac Mistinibi wird über den westlich gelegenen Lac Kashetsheministukut und dessen Abfluss Rivière Déat zum Rivière George hin entwässert.